# Дигоан
Дигоан (фр. Digoin) насеље је и општина у источном делу централне Француске у региону Бургоња, у департману Саона и Лоара која припада префектури Шарол.
По подацима из 2011. године у општини је живело 8146 становника, а густина насељености је износила 234,62 становника/km². Општина се простире на површини од 34,72 km². Налази се на средњој надморској висини од 233 метара (максималној 306 m, а минималној 222 m).

## Демографија
| 1962. | 1968.  | 1975.  | 1982.  | 1990.  | 1999. | 2011. |
| ----- | ------ | ------ | ------ | ------ | ----- | ----- |
| 9.277 | 10.050 | 11.093 | 11.008 | 10.032 | 8.947 | 8.146 |

График промене броја становника у току последњих година